# Peregocetus
Peregocetus é um gênero de baleias ancestrais que viveu no que hoje é o Peru durante a época do Médio Eoceno. Seu fóssil foi descoberto em 2011, na região de Playa Media Luna, por um grupo com membros de diversas nacionalidades. Oliver Lambert, um cientista do Instituto Real Belga de Ciências Naturais, deixou claro que a descoberta preenche um crucial abismo de conhecimento. O gênero é formado, até o momento, por uma única espécie: o Peregocetus pacificus, que significa "a baleia viajante que atingiu o Pacífico", fazendo referência ao fato de a espécie ter cruzado o Atlântico Sul e chegado na região.